# Edric el Salvaje
Edric el Salvaje (o Edric Silvaticus), también conocido como Edric Cild, fue un magnate anglosajón de las West Midlands que encabezó la resistencia inglesa contra la conquista normanda de Inglaterra en 1068-1070.

## Antecedentes
El historiador del siglo XII Juan de Worcester escribe que Edric era hijo de un Ælfric, a quien identifica como hermano de Eadric Streona, ealdorman de Mercia bajo el rey Etelredo el Indeciso. Es posible que Ælfric no fuera un hermano, sino un sobrino del ealdorman.
Debido a que el nombre "Edric" (o "Eadric") era muy común antes de la conquista de Inglaterra, identificar a Edric el Salvaje con alguno de los propietarios que aparecen con este nombre en el Domesday Book es un asunto delicado. Sin embargo, parece que usufructuó amplias tierras en Shropshire y Herefordshire. Es probablemente el que aparece como Eadric, hijo de Ælfric, que usufructuaba dos fincas que pertenecían al priorato de Much Wenlock (Shropshire). Edric y su primo Siward son clasificados como los thegn más ricos de Shropshire.

## Resistencia contra los normandos
Referencias a la rebelión de Edric en Herefordshire (1067) se incluyen en el "Manuscrito D" de la Crónica Anglosajona, en la Crónica de Juan de Worcester y en Orderico Vital.
Después de la conquista de Inglaterra por parte de Guillermo el Conquistador, Edric se negó a someterse, por lo tanto fue atacado por las fuerzas normandas que se encontraban en el castillo de Hereford.
Impulsó una insurrección, y aliándose con los príncipes galeses Bleddyn ap Cynfyn y Riwallon, atacó sin éxito el castillo de Hereford en 1067, y se retiró a Gales para planificar más incursiones.
Durante la ola de rebeliones de 1069-1070, incendió la ciudad de Shrewsbury y sitió sin éxito el castillo de Shrewsbury, con la ayuda de sus aliados galeses y de los rebeldes ingleses de Cheshire.
Es probable que fuese esta combinación de fuerzas la derrotada de forma decisiva por Guillermo en una batalla que tuvo lugar en Stafford a fines de 1069. Aparentemente Edric se sometió al rey en 1070 y más tarde participó en la invasión de Escocia que el Conquistador realizó en 1072. Otro relato afirma que fue capturado por Ranulph de Mortimer después de largas luchas y entregado al rey en cadena perpetua, algunas de sus tierras pasaron más tarde a la abadía de Wigmore.

## Después de la rebelión
El Domesday Book menciona a "Edric salvage" como el anterior inquilino de seis casas solariegas en Shropshire y una en Herefordshire. Pudo haber tenido otras, pero aparecen tantos Edric en el Domesday que la identificación es difícil, si no imposible. Ealdraed, el primo de Edric, heredó su tierra en Ascott Scott, que más tarde pasó a William Leyngleys, quien pudo ser descendiente de Ealdraed.

## Sobrenombre
En la Crónica Anglosajona ("Manuscrito D"), Edric es apodado Cild (literalmente, "niño"), que puede significar un título de rango. También fue conocido como "el salvaje" y "silvaticus". De acuerdo a Susan Reynolds:
"Los historiadores generalmente han tratado el apellido de Edric como apodo (...) Una explicación posible es que (...) Edric pertenecía a un grupo de personas conocidas en su tiempo como "silvatici". Cuando Orderico Vital describe las sublevaciones inglesas de 1068-1069 dice que muchos de los rebeldes vivían en tiendas de campaña, desdeñando dormir en las casas con el fin de no ablandarse, por lo que algunos de ellos fueron llamados silvatici por los normandos (...) [Orderico] no es el único cronista que deja en claro que la resistencia inglesa fue muy generalizada, o que describe a los rebeldes ocupando los bosques y pantanos. La crónica de Abingdon dice que los ingleses tramaron muchas conspiraciones y que algunos se escondieron en los bosques y otros en las islas, saqueando y atacando a los que andaban por sus caminos, mientras que otros llamaron a los daneses, y que hombres de diferentes rangos participaron en esos ataques (...) Que tenían sus bases en territorio salvaje y es perfectamente creíble que hayan sido denominados teniendo en cuenta esto, como los maquis del siglo XX."

## Tradición
Edric es mencionado en relación con la Cacería Salvaje, y en el cuento de Wild Eadric.
Edric fue personificado por Robert O'Mahoney en el drama de televisión Blood Royal: William the Conqueror (1990).